# (690) Wratislavia
(690) Wratislavia – planetoida z grupy pasa głównego asteroid okrążająca Słońce w ciągu 5 lat i 207 dni w średniej odległości 3,14 au. Została odkryta 16 października 1909 roku w Taunton (Massachusetts) przez Joela Metcalfa. Nazwa planetoidy pochodzi od łacińskiej nazwy miasta Wrocław. Przed jej nadaniem planetoida nosiła oznaczenie tymczasowe (690) 1909 HZ.